# Vaala
Vaala – gmina w Finlandii, położona w centralnej części kraju, należąca od 2016 roku do regionu Ostrobotnia Północna. Wcześniej należała do regionu Kainuu. Zamieszkana przez 2997 osób (sierpień 2017). Jej powierzchnia wynosi 1764,03 km², z czego 461,92 km² stanowi woda.
Centrum gminy położone jest w miejscu, gdzie Oulujoki wypływa z jeziora Oulujärvi. Przez gminę przebiega droga krajowa 22, łącząca Oulu z drogą krajową 5 w pobliżu Kajaani, oraz linia kolejowa Oulu – Kontiomäki. W gminie znajduje się stacja kolejowa.

## Sąsiednie gminy
- Kajaani
- Liminka
- Muhos
- Paltamo
- Puolanka
- Siikalatva
- Utajärvi